# Lubiana (przystanek kolejowy)
Lubiana (nazwa przejściowa – Kazimierówka, Stary Lisin) – nieczynna stacja węzłowa w Lubianie, w województwie zachodniopomorskim, w powiecie choszczeńskim, w gminie Pełczyce.